# Widmann (Gelehrtenfamilie)

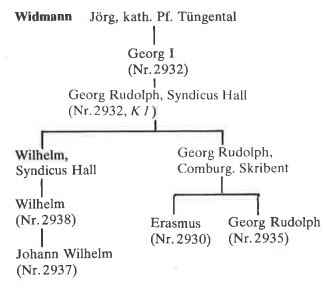
Stammtafel im Pfarrerbuch Württembergisch Franken 1981

Die Familie Widmann (auch: Widman) aus Schwäbisch Hall stellte im 15. und 16. Jahrhundert mehrere Juristen und Schriftsteller. Im 17. Jahrhundert ergriffen die Familienangehörigen den Beruf eines protestantischen Geistlichen.

## Georg Widmann von Bühlertann

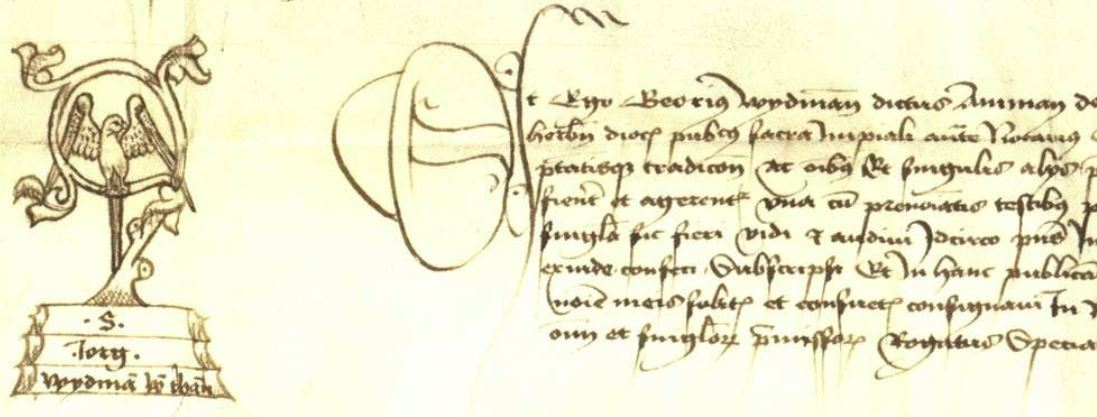
Notariatszeichen des Georg Widmann 1471

Georg Widmann aus Bühlertann war Priester (Pfarrer zu Tüngental) und Haller Syndikus. Er starb am 8. Januar 1513.

## Georg Widmann, Chronist
Sein Sohn Georg Widmann war Pfarrer zu Erlach, Syndikus des Stifts Komburg und Chronist der Reichsstadt Schwäbisch Hall. Er blieb katholisch und starb am 10. Februar 1560 im Alter von 73 Jahren und 6 Monaten.

## Georg Rudolf Widmann

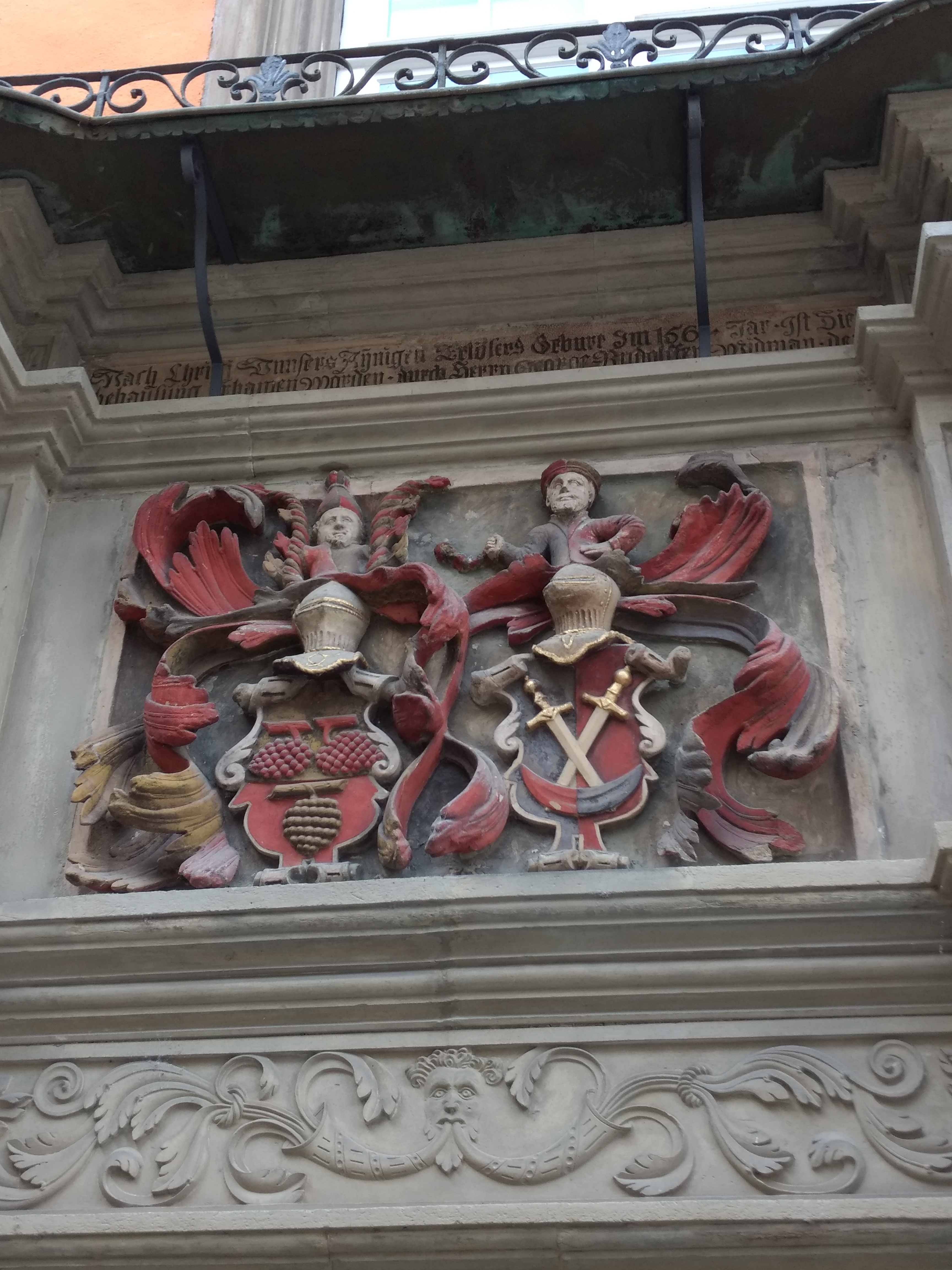
Widmannwappen (links) am Widmannhaus

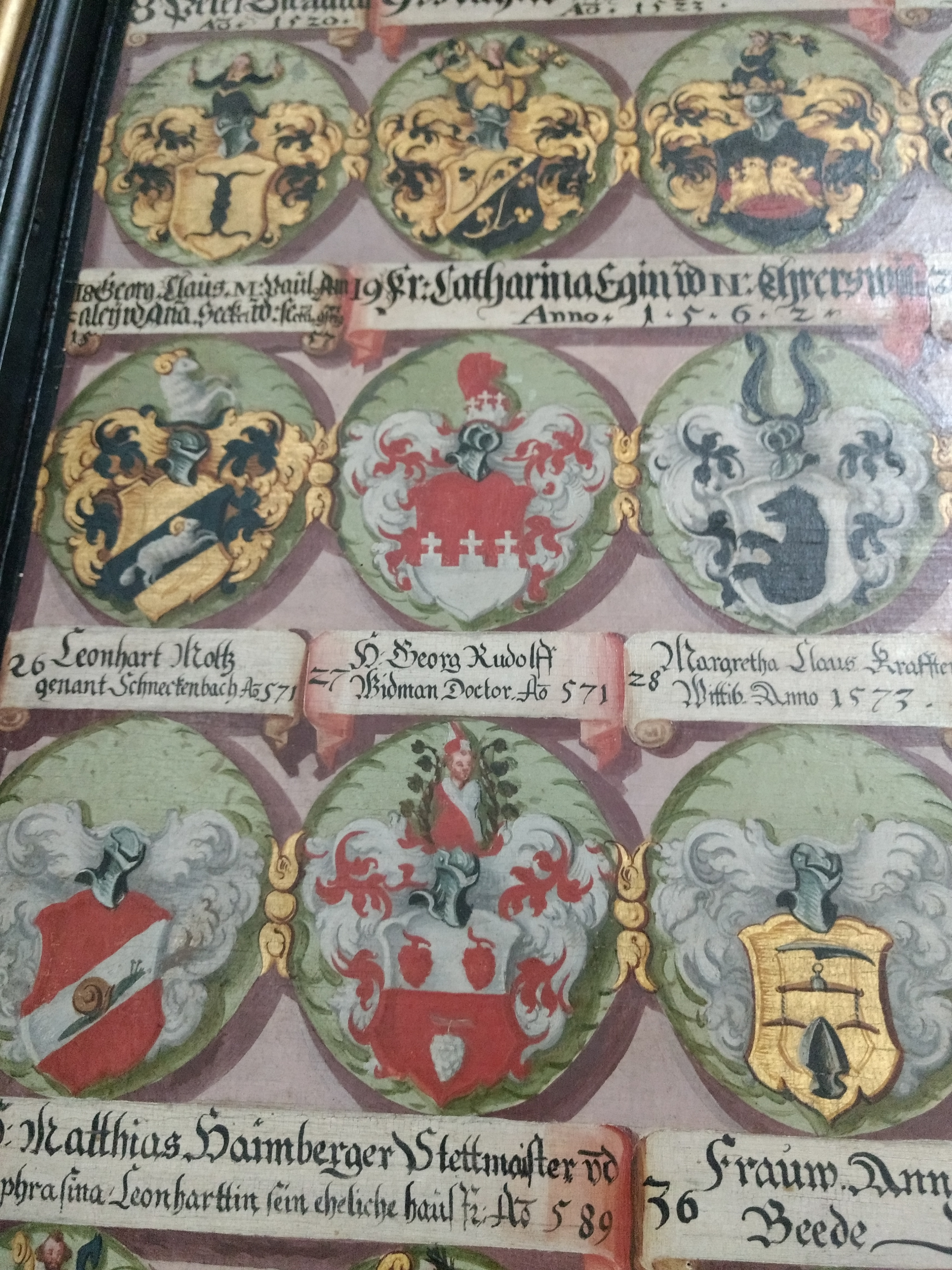
Wappen des Dr. Widmann 1571 auf Stiftertafel in St. Michael zu Hall

Der Sohn des Chronisten, Georg Rudolf Widmann (Salicetus), war Haller Syndikus, hohenlohischer und ritterschaftlicher (Kanton Odenwald) Rat. Er starb 64-jährig am 6. Januar 1584. Er erbaute 1561 das Widmanhaus.

## Achilles Jason Widmann
Der Sohn des Chronisten, Achilles Jason Widmann, war hohenlohischer Vogt zu Neuenstein und Verfasser des Schwankbuchs Peter Leu. Er starb nicht nach dem 24. Juni 1570.

## Georg Rudolf Widmann (II.), Komburger Schreiber
Der Sohn des Georg Widmann, Georg Rudolf, wurde 1570 20-jährig aus dem väterlichen Haus wegen eines Eheversprechens vertrieben. Er lebte als Schreiber des Stifts Komburg im Haus Unterlimpurger Straße 7 und starb nicht nach 1594. Er war nach Ansicht von Gerd Wunder der Bearbeiter des 1599 in Hamburg gedruckten Faustbuchs. Marina Münkler hat aber 2016 wieder den Sohn Georg Rudolf (III.) vorgeschlagen. Nach Angabe der Widmungsvorrede war der Vater des Faustbuch-Verfassers der hohenlohische Rat Dr. Widmann, was aber nicht zum Datum der Vorrede 12. September 1599 passen kann.

## Georg Rudolf Widmann (III.), Cantor und Lehrer
Georg Rudolfs 1571 geborener gleichnamiger Sohn war Cantor und Lehrer an der Haller Lateinschule. Er bewarb sich 1605 als Lehrer in Öhringen. Er musste damals Hall verlassen, weil er an den Schneckischen Unruhen beteiligt gewesen sein soll. Er wurde 1611 Kapellmeister und Stadtschreiber in Neuenstein, wo er vor 1629 (vermutlich 1628) starb.

## Erasmus Widmann
Erasmus Widmann, Georg Rudolfs, des Komburger Schreibers, Sohn (* 15. September 1572 in Schwäbisch Hall; † 31. Oktober 1634 in Rothenburg ob der Tauber) war ein deutscher Organist und Komponist.

## Wilhelm Widmann
Wilhelm Widmann, Georg Rudolfs Sohn, wurde 1586 zum Doktor beider Rechte promoviert.  Er war Syndikus in Markgröningen und später in Hall.

## Wilhelm Widmann (II.)
Sein Sohn Wilhelm (1586–1657) war zunächst 1613 Pfarrer in Neipperg, von 1622 bis zum Tod dann in Honhardt.

## Johann Wilhelm Widmann
Sein Sohn Johann Wilhelm Widmann (1618–1684) war ebenfalls protestantischer Geistlicher.

## Johann Wilhelm Widmann (II.)
Sein Sohn Johann Wilhelm Widmann (1652–1720) hatte ebenfalls mehrere Pfarrstellen vor allem in Südhessen inne, zuletzt ab 1714 in Beedenkirchen.